# Magyarország cincérfajainak listája
Az alábbi lista tartalmazza a Magyarországon előforduló, őshonos és megtelepedett 215 cincérfajt. A védett fajoknál fel van tüntetve természetvédelmi értékük is.

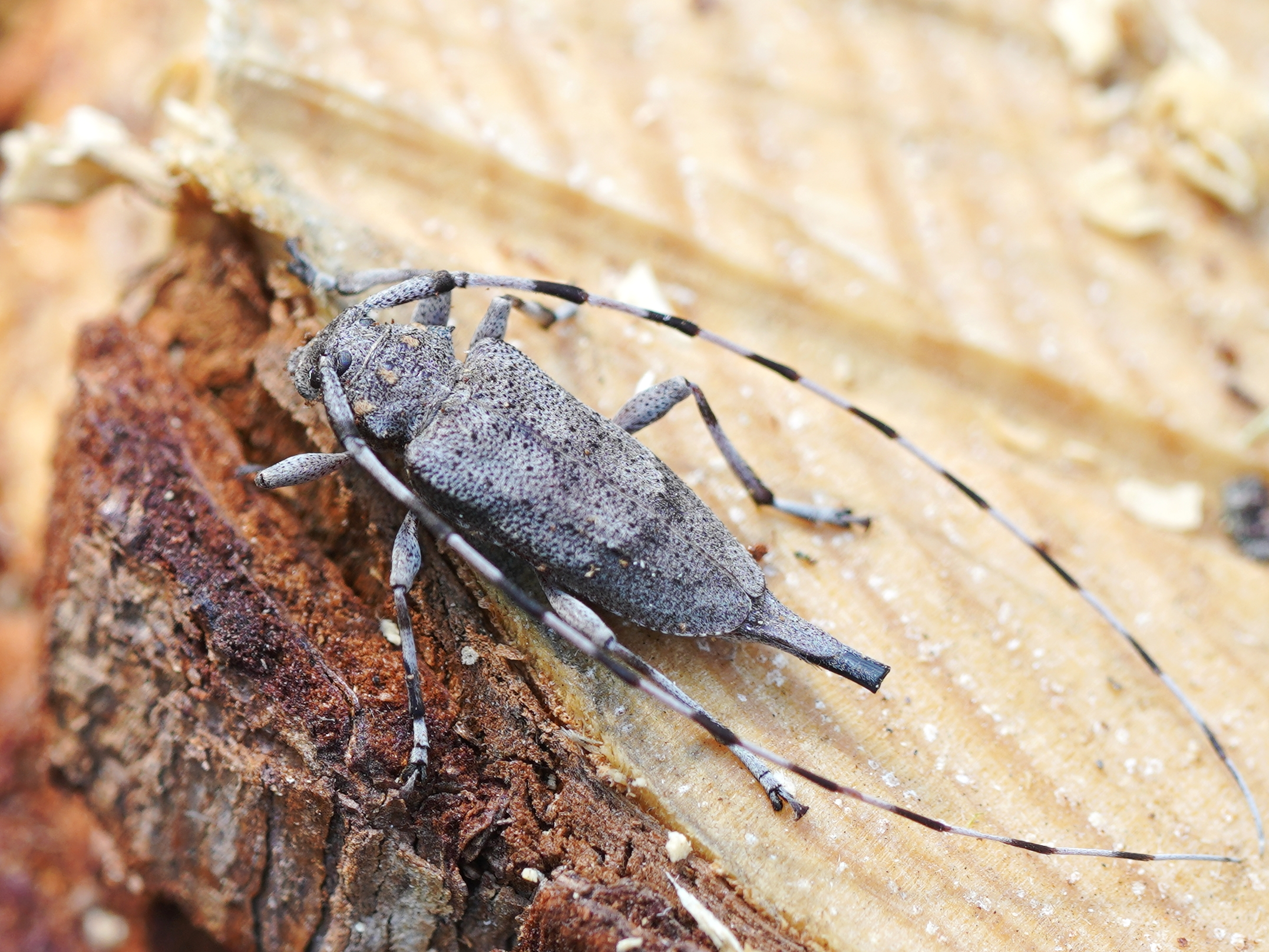
Nagy daliáscincér

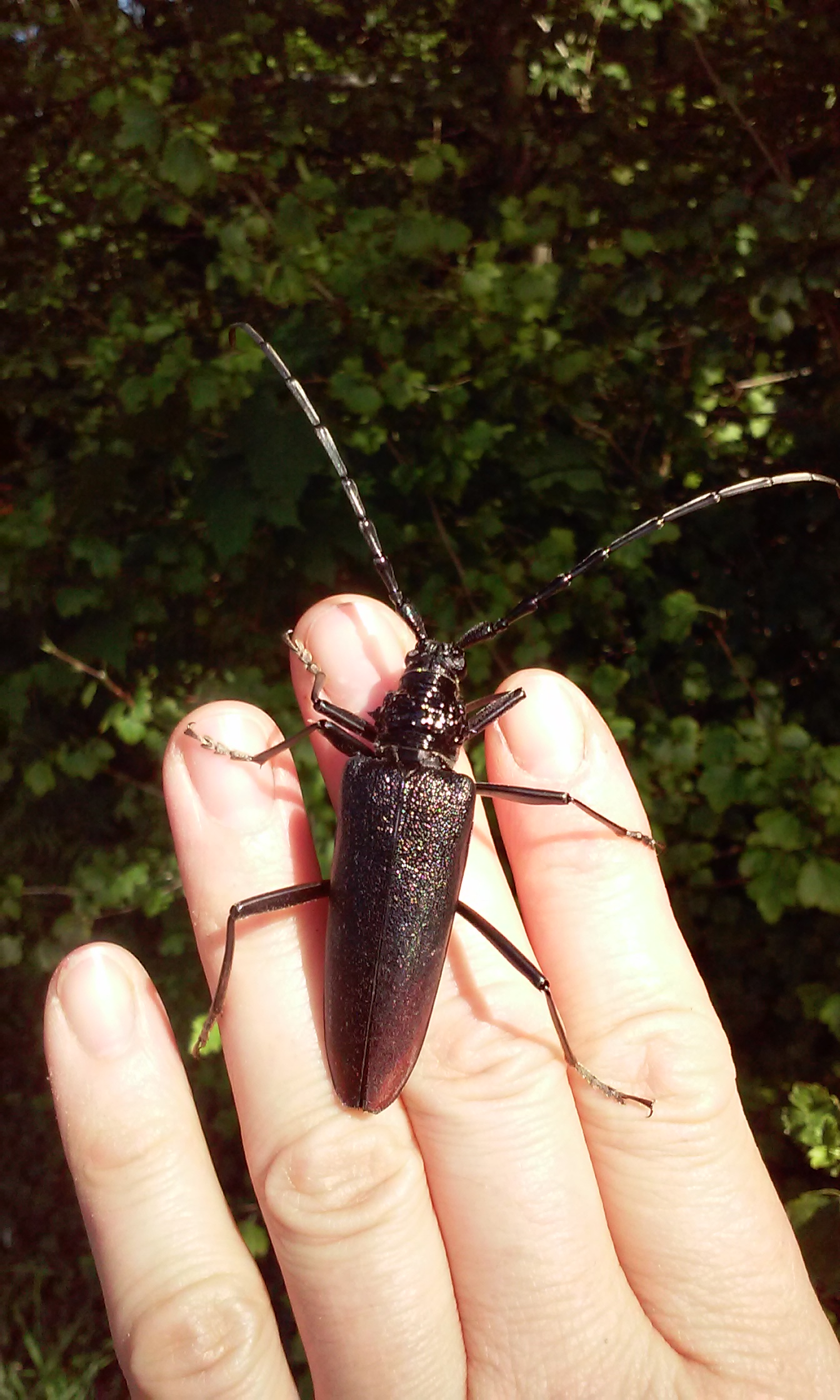
Nagy hőscincér

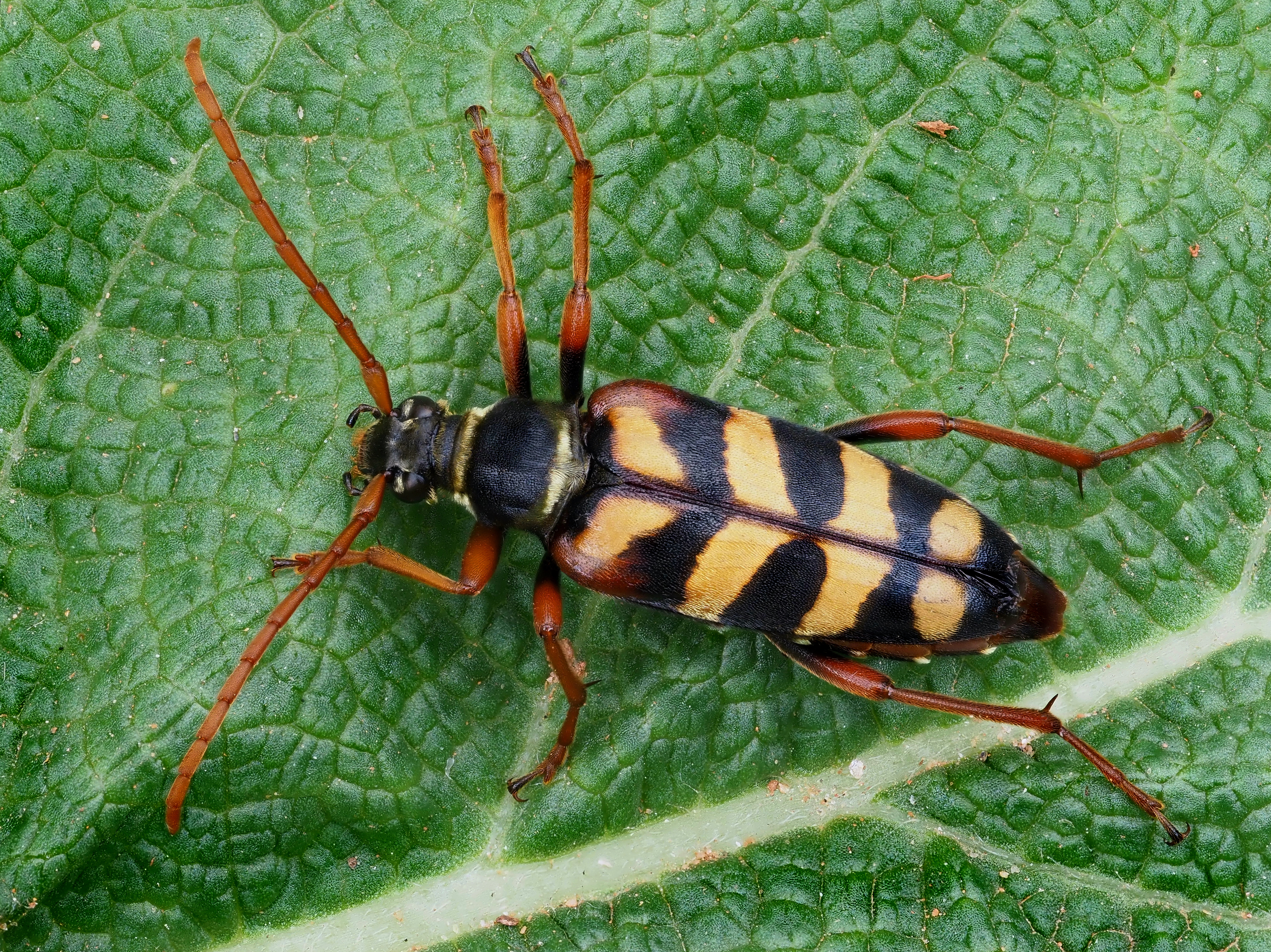
Sárgaszőrű szalagoscincér

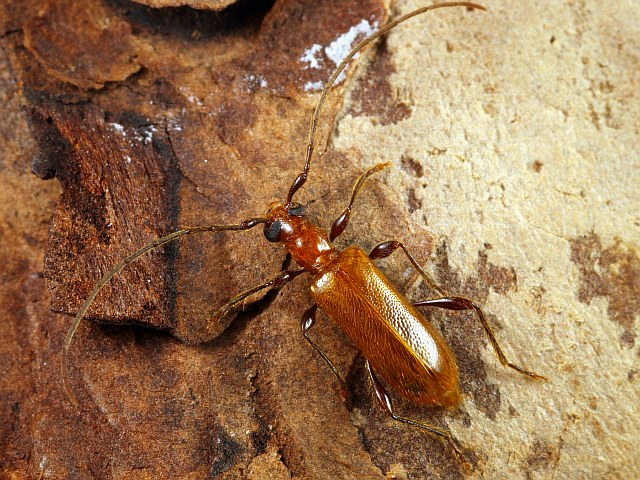
Rőt hengercincér

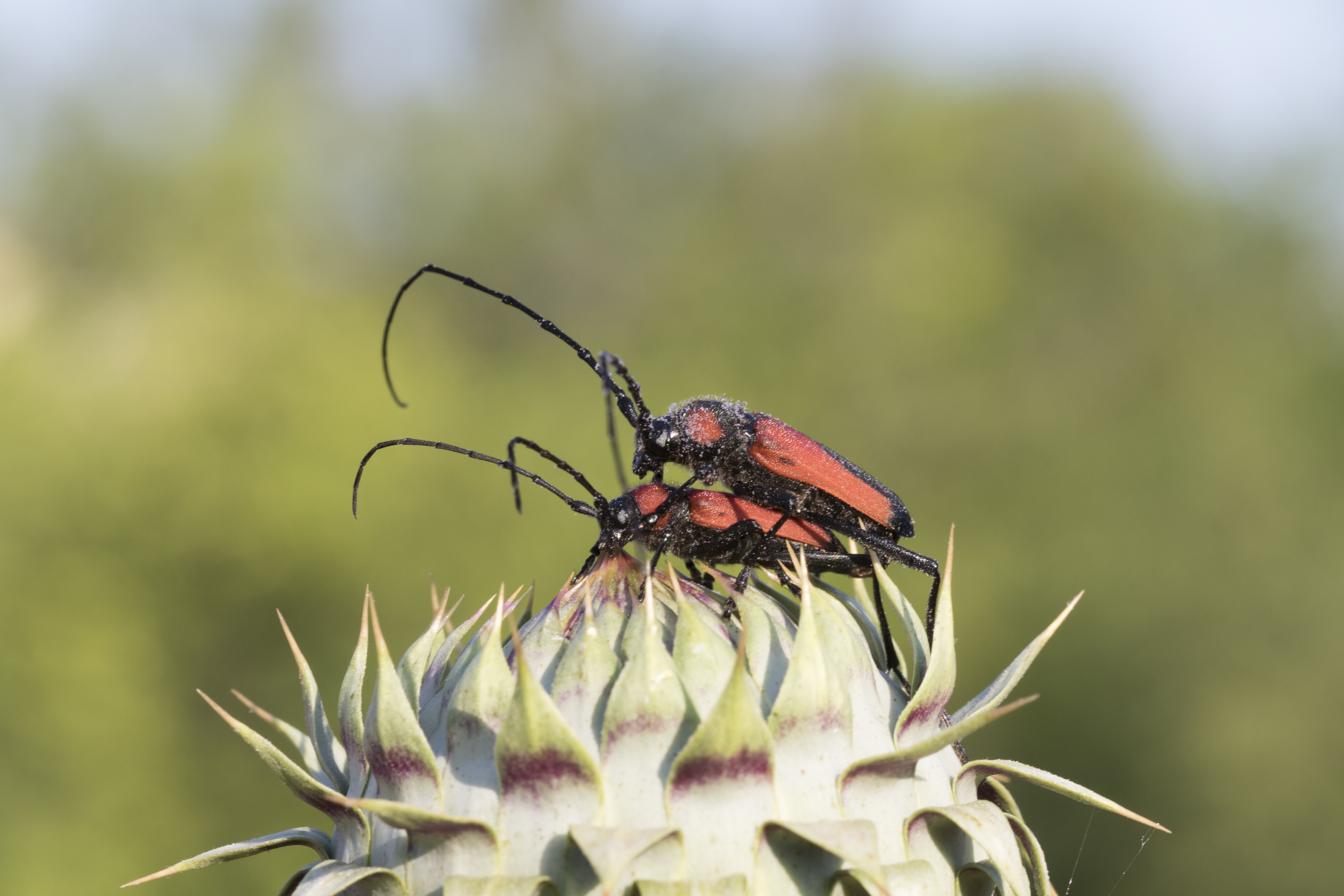
Bíborcincér

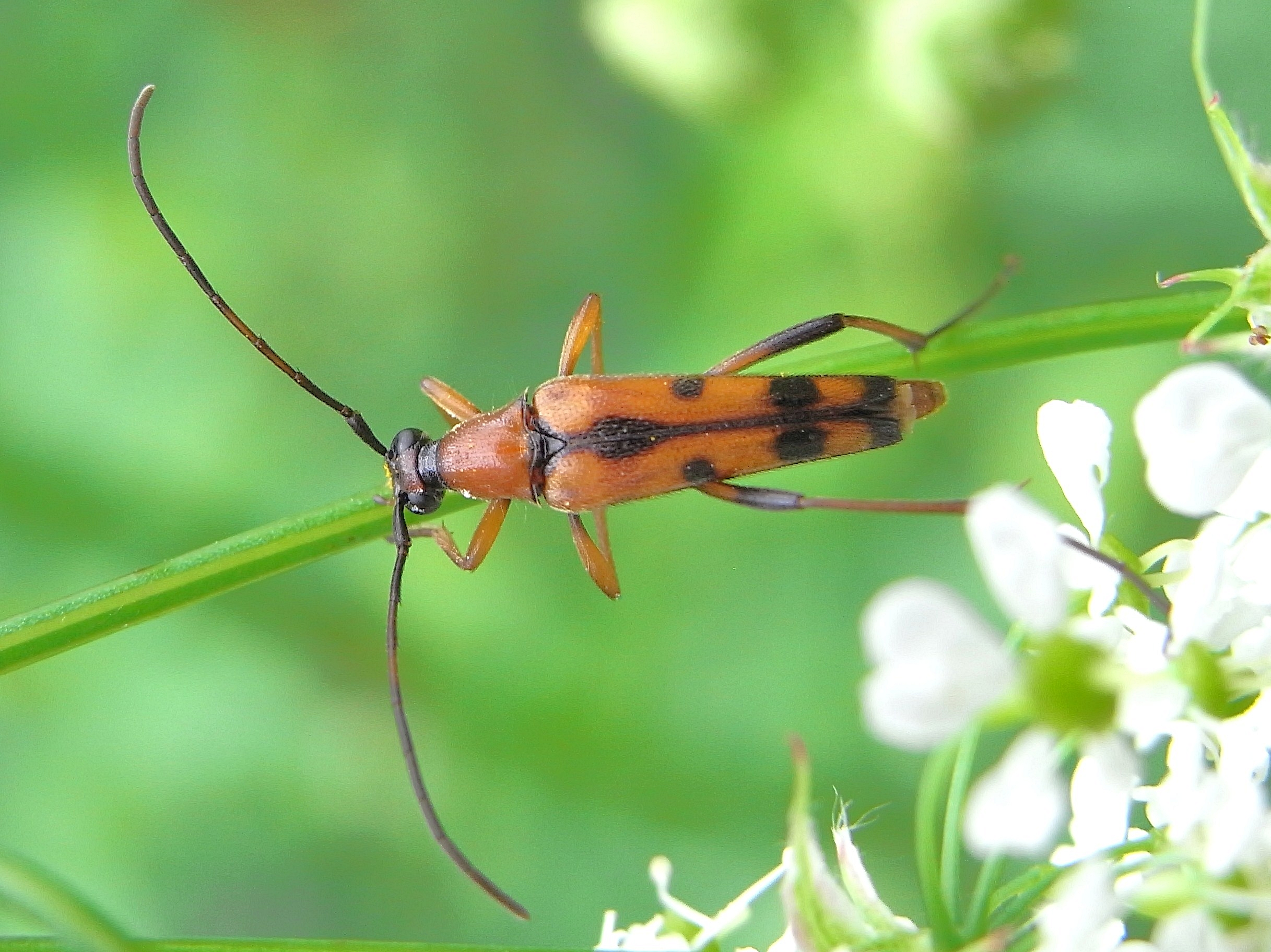
Hétpettyes karcsúcincér

1. Acanthocinus aedilis -	nagy daliáscincér		5000 Ft
2. Acanthocinus griseus -	szürke daliáscincér
3. Aegomorphus clavipes -	tarka cincér
4. Aegosoma scabricorne -	diófacincér        5000 Ft
5. Agapanthia cardui - sávos bogáncscincér
6. Agapanthia cynarae - déli bogáncscincér
7. Agapanthia dahli -	sárgagyűrűs bogáncscincér
8. Agapanthia intermedia - kék varfűcincér
9. Agapanthia kirbyi - ökörfarkkórócincér
10. Agapanthia maculicornis -	harangvirágcincér     5000 Ft
11. Agapanthia villosoviridescens - fehérgyűrűs bogáncscincér
12. Agapanthia violacea -	kék somkórócincér
13. Agapanthia viti
14. Agapanthiola leucaspis - magyar zsályacincér      5000 Ft
15. Akimerus schaefferi -	szilfacincér       10 000 Ft
16. Alosterna ingrica
17. Alosterna tabacicolor - barna juharcincér
18. Anaesthetis testacea -	szedercincér
19. Anaglyptus mysticus -	juhar-díszcincér
20. Anastrangalia dubia -	feketeszélű virágcincér
21. Anastrangalia sanguinolenta -	kétszínű virágcincér
22. Anisarthron barbipes -	szőrös cincér
23. Anoplodera rufipes - vöröslábú virágcincér
24. Anoplodera sexguttata - foltos virágcincér
25. Arhopalus ferus - sötét fenyőcincér
26. Arhopalus rusticus - gödrösnyakú cincér
27. Aromia moschata - pézsmacincér      5000 Ft
28. Asemum striatum - komor fenyőcincér
29. Axinopalpis gracilis - kecses selymescincér
30. Calamobius filum - hosszúcsápú szalmacincér        5000 Ft
31. Callidium aeneum - zöld korongcincér
32. Callidium coriaceum
33. Callidium violaceum - kék korongcincér
34. Callimoxys gracilis - frakkos cincér
35. Callimus angulatus - zöld tölgycincér
36. Carilia virginea - kis fémescincér
37. Cerambyx cerdo - nagy hőscincér       50 000 Ft
38. Cerambyx miles - katonás hőscincér      50 000 Ft
39. Cerambyx scopolii - kis hőscincér      5000 Ft
40. Cerambyx welensii - molyhos hőscincér    50 000 Ft
41. Chlorophorus figuratus - rajzos darázscincér
42. Chlorophorus herbstii - foltos darázscincér
43. Chlorophorus hungaricus - magyar darázscincér     5000 Ft
44. Chlorophorus sartor - feketevállú darázscincér
45. Chlorophorus trifasciatus
46. Chlorophorus varius - díszes darázscincér
47. Clytus arietis - közönséges darázscincér
48. Clytus lama - fenyő-darázscincér
49. Clytus rhamni - benge-darázscincér
50. Clytus tropicus - tölgy-darázscincér      10 000 Ft
51. Cortodera femorata - fenyves-cserjecincér
52. Cortodera flavimana - boglárkacincér      5000 Ft
53. Cortodera holosericea - imolacincér      10 000 Ft
54. Cortodera humeralis - négyfoltos cserjecincér
55. Cortodera villosa - bozontos cserjecincér
56. Deilus fugax
57. Deroplia genei - keskeny tölgycincér      10 000 Ft
58. Dinoptera collaris - vörösnyakú virágcincér
59. Dorcadion aethiops - fekete gyalogcincér
60. Dorcadion cervae - pusztai gyalogcincér
61. Dorcadion decipiens - homoki gyalogcincér    5000 Ft
62. Dorcadion fulvum - barna gyalogcincér   5000 Ft
63. Dorcadion pedestre - kétsávos gyalogcincér
64. Dorcadion scopolii - nyolcsávos gyalogcincér
65. Echinocerus floralis - lucerna-darázscincér
66. Ergates faber - ácscincér       50 000 Ft
67. Evodinellus clathratus - Magyarországi stabil populációja nem bizonyított.
68. Exocentrus adspersus - tölgyfa-rőzsecincér
69. Exocentrus lusitanus - hársfa-rőzsecincér
70. Exocentrus punctipennis - szilfa-rőzsecincér
71. Exocentrus stierlini - fűzfa-rőzsecincér
72. Gnathacmaeops pratensis - alhavasi gömbtorúcincér
73. Gracilia minuta - törpecincér
74. Grammoptera abdominalis - fekete galagonyacincér
75. Grammoptera ruficornis - gyűrűscsápú galagonyacincér
76. Grammoptera ustulata - aranyszőrű galagonyacincér
77. Herophila tristis - selymes alkonycincér     10 000 Ft
78. Hylotrupes bajulus - házicincér
79. Isotomus speciosus - nyírfa-darázscincér
80. Judolia sexmaculata
81. Lamia textor - takácscincér
82. Leioderes kollari - vörösessárga facincér
83. Leiopus femoratus
84. Leiopus nebulosus - öves gesztcincér
85. Leiopus punctulatus - feketemintás gesztcincér     10 000 Ft
86. Leptura aethiops - szerecsencincér
87. Leptura annularis - völgycincér	 5000 Ft
88. Leptura aurulenta - sárgaszőrű szalagoscincér
89. Leptura quadrifasciata - feketeszőrű szalagoscincér
90. Lepturobosca virens
91. Lioderina linearis - mandulacincér       10 000 Ft
92. Menesia bipunctata - kétpettyes kutyabengecincér
93. Mesosa curculionoides - szemfoltos cincér
94. Mesosa nebulosa - ködfoltos cincér
95. Molorchus kiesenwetteri - mandula-légycincér
96. Molorchus minor - kis légycincér
97. Molorchus schmidti - fűz-légycincér
98. Molorchus umbellatarum - foltoslábú légycincér
99. Monochamus galloprovincialis - foltos fenyvescincér
100. Monochamus saltuarius
101. Monochamus sartor - nagy fenyvescincér
102. Monochamus sutor - kis fenyvescincér
103. Morimus asper - gyászcincér    50 000 Ft
104. Nathrius brevipennis - kosárcincér
105. Necydalis major - nagy fürkészcincér    50 000 Ft
106. Necydalis ulmi - aranyszőrű fürkészcincér   50 000 Ft
107. Neoclytus acuminatus - amerikai darázscincér
108. Neodorcadion bilineatum - kétsávos földicincér   5000 Ft
109. Oberea erythrocephala - pirosfejű kutyatejcincér
110. Oberea euphorbiae - nagy kutyatejcincér      5000 Ft
111. Oberea histrionis - közepes kutyatejcincér
112. Oberea linearis - erdei mogyorócincér
113. Oberea oculata - vörösnyakú fűzcincér
114. Oberea pedemontana - varjútöviscincér     10 000 Ft
115. Oberea pupillata
116. Obrium brunneum - törpe-hengercincér
117. Obrium cantharinum - rőt hengercincér
118. Oplosia cinerea - foltos háncscincér
119. Oxymirus cursor - futócincér
120. Pachyta quadrimaculata - bajnócacincér
121. Pachytodes cerambyciformis - változékony virágcincér
122. Pachytodes erraticus - rajzos virágcincér
123. Pedostrangalia revestita - kétszínű karcsúcincér
124. Phymatodes alni - apró háncscincér
125. Phymatodes fasciatus - szőlőcincér
126. Phymatodes glabratus - boróka-háncscincér
127. Phymatodes pusillus - vállfoltos háncscincér
128. Phymatodes rufipes - kék háncscincér
129. Phymatodes testaceus - változékony korongcincér
130. Phytoecia affinis - feketefejű cincér
131. Phytoecia argus - árgusszemű cincér     10 000 Ft
132. Phytoecia caerulea - fémzöld fűcincér
133. Phytoecia coerulescens - kígyósziszcincér
134. Phytoecia cylindrica - medvelapucincér
135. Phytoecia icterica - murokcincér
136. Phytoecia molybdaena - fémkék dudvacincér
137. Phytoecia nigricornis - ürömcincér
138. Phytoecia pustulata - parányi fűcincér
139. Phytoecia rubropunctata
140. Phytoecia scutellata - sarlófűcincér        10 000 Ft
141. Phytoecia uncinata - szeplőlapucincér
142. Phytoecia virgula - pirospontos fűcincér
143. Pidonia lurida - hegyi cserjecincér
144. Pilemia hirsutula - macskaherecincér     10 000 Ft
145. Pilemia tigrina - atracélcincér     100 000 Ft
146. Plagionotus arcuatus - bársonyos darázscincér
147. Plagionotus detritus - sárgafarú darázscincér
148. Pogonocherus decoratus - díszes ecsetcincér
149. Pogonocherus fasciculatus - öves ecsetcincér
150. Pogonocherus hispidulus - négytövises ecsetcincér
151. Pogonocherus hispidus - kéttövises ecsetcincér
152. Pogonocherus ovatus - pettyesvégű ecsetcincér
153. Prionus coriarius - csőszcincér
154. Pronocera angusta - keskeny luccincér    10 000 Ft
155. Pseudovadonia livida - barnás virágcincér
156. Purpuricenus budensis - bíborcincér       5000 Ft
157. Purpuricenus globulicollis - kerekpajzsú vércincér     10 000 Ft
158. Purpuricenus kaehleri - hosszúcsápú vércincér     10 000 Ft
159. Pyrrhidium sanguineum - tűzpiros facincér
160. Rhagium bifasciatum - kétcsíkos tövisescincér
161. Rhagium inquisitor - fenyves-tövisescincér
162. Rhagium mordax - cser-tövisescincér
163. Rhagium sycophanta - tölgyes-tövisescincér
164. Rhamnusium bicolor - kétszínű nyárfacincér     5000 Ft
165. Ropalopus clavipes - feketelábú facincér
166. Ropalopus femoratus - vékonycsápú facincér
167. Ropalopus macropus - kis facincér
168. Ropalopus ungaricus - magyar facincér   10 000 Ft
169. Ropalopus varini - vöröscombú facincér    10 000 Ft
170. Rosalia alpina - havasi cincér     50 000 Ft
171. Rutpela maculata - tarkacsápú karcsúcincér
172. Saperda carcharias - nagy nyárfacincér
173. Saperda octopunctata - nyolcpontos cincér    10 000 Ft
174. Saperda perforata - díszes nyárfacincér    10 000 Ft
175. Saperda populnea - kis nyárfacincér
176. Saperda punctata - pettyes szilcincér   10 000 Ft
177. Saperda scalaris - létracincér    10 000 Ft
178. Saperda similis - kecskefűzcincér   50 000 Ft
179. Saphanus piceus
180. Semanotus russicus - borókacincér    5000 Ft
181. Semanotus undatu
182. Spondylis buprestoides - erdei félcincér
183. Stenhomalus bicolor - kétszínű hengercincér
184. Stenocorus meridianus - fűz-gyökércincér
185. Stenocorus quercus - tölgy-gyökércincér
186. Stenopterus flavicornis - sárgacsápú keskenyfedőscincér
187. Stenopterus rufus - tarkacsápú keskenyfedőscincér
188. Stenostola dubia - fémes hársfacincér
189. Stenostola ferrea - ólomszürke hársfacincér
190. Stenurella bifasciata - kétöves karcsúcincér
191. Stenurella melanura - feketevégű karcsúcincér
192. Stenurella nigra - fekete karcsúcincér
193. Stenurella septempunctata - hétpettyes karcsúcincér
194. Stictoleptura erythroptera - bordó virágcincér
195. Stictoleptura fulva - vörhenyes virágcincér
196. Stictoleptura maculicornis - tarkacsápú virágcincér
197. Stictoleptura rubra - vörös virágcincér
198. Stictoleptura scutellata - hegyi virágcincér
199. Stictoleptura tesserula
200. Strangalia attenuata - nyurgacincér
201. Tetropium castaneum - romboló fenyőcincér
202. Tetropium fuscum - tompafényű fenyőcincér
203. Tetropium gabrieli - simafejű fenyőcincér
204. Tetrops praeustus - közönséges négyszeműcincér
205. Tetrops starkii - feketeszélű aprócincér
206. Theophilea subcylindricollis - hengeres szalmacincér    5000 Ft
207. Trichoferus campestris - szállóvendég éjicincér
208. Trichoferus fasciculatus
209. Trichoferus pallidus - sápadt éjicincér     5000 Ft
210. Vadonia bipunctata - alföldi virágcincér    5000 Ft
211. Vadonia unipunctata - kétpettyes virágcincér
212. Xylotrechus antilope - fürge darázscincér
213. Xylotrechus arvicola - gazdászcincér
214. Xylotrechus pantherinus - párducfoltos darázscincér     5000 Ft
215. Xylotrechus rusticus - egérszínű darázscincér